# Aleucosia danielsorum
Aleucosia danielsorum är en tvåvingeart som beskrevs av Yeates 1991. Aleucosia danielsorum ingår i släktet Aleucosia och familjen svävflugor.
Artens utbredningsområde är New South Wales. Inga underarter finns listade i Catalogue of Life.